# Calliano, Asti
Calliano là một đô thị ở tỉnh Asti vùng Piedmont thuộc Ý, nằm ở vị trí cách khoảng 45 km về phía đông của Torino và khoảng 14 km về phía đông bắc của Asti. Tại thời điểm ngày 31 tháng 12 năm 2004, đô thị này có dân số 1.443 người và diện tích là 17,4 km².
Calliano giáp các đô thị: Alfiano Natta, Asti, Castagnole Monferrato, Castell'Alfero, Grana, Penango, Portacomaro, Scurzolengo và Tonco.